# Димерська вулиця (Київ)
Ди́мерська ву́лиця — вулиця у Святошинському районі міста Києва, місцевість Новобіличі. Пролягає від вулиці Олега Мудрака до Робітничої вулиці.
Прилучаються вулиці Рубежівська, Рахманінова і Клавдіївська.

## Історія
Вулиця виникла у першій половині XX століття під назвою 396-а Нова. Сучасна назва — з 1944 року, на честь с. Димер на Київщині.